# Königin Christine (Film)
Königin Christine (Originaltitel: Queen Christina) ist ein US-amerikanischer Spielfilm über Königin Christine von Schweden. Die Hauptrolle in der fiktionalen Biografie spielt Greta Garbo unter der Regie von Rouben Mamoulian. Der Film war der letzte von vier gemeinsamen Filmen von Greta Garbo mit John Gilbert. Seine Premiere erfolgte am 26. Dezember 1933 in New York.

## Handlung
Nach dem Tod von Gustav Adolf in der Schlacht bei Lützen wird seine kleine Tochter Christine seine Nachfolgerin und Königin von Schweden. Die Regierungsgeschäfte führt Kanzler Oxenstierna, der sich schon früh darum bemüht, einen geeigneten Ehemann für die Regentin zu finden. Der ideale Partner wäre ihr Cousin Karl, der selbst Erbansprüche auf den Thron stellen könnte. Die Königin, die ihr Leben als Blaustrumpf in Männerkleidung lebt, hat eine schwärmerische Zuneigung zu ihrer Hofdame Ebba, mit der sie viel Zeit in vertraulichen Gesprächen verbringt. Eines Tages trifft die Königin, verkleidet als Page, den neuen Botschafter von Spanien, der zu dem attraktiven jungen Mann eine sofortige Zuneigung empfindet. Schließlich verbringen die beiden eine Liebesnacht, ohne dass sie sich gegenseitig ihre wahre Identität offenbaren. Einige Tage später, am Hofe zu Stockholm, begegnen sich die Liebenden erneut. Als protestantische Herrscherin hat Christine jedoch keine Möglichkeit, eine Ehe mit einem Mann katholischen Glaubens einzugehen. Nach vielen Gewissensqualen ist die Königin bereit, auf ihren Thron zu verzichten. Tief bewegt gibt sie die königlichen Insignien zurück und beauftragt ihren Cousin Karl Gustav mit den Regierungsgeschäften, um den Botschafter nach Spanien begleiten zu können. Intrigen führen allerdings dazu, dass Don Antonio vor der Abreise von Magnus in einem Duell getötet wird. Christine reist in eine ungewisse Zukunft.

## Hintergrund
Ende 1932 war der Vertrag von Greta Garbo, der seit 1925 mehrfach angepasst worden war, endgültig ausgelaufen. Die Schauspielerin, die in Hollywood nie sehr glücklich war, hatte seit geraumer Zeit davon gesprochen, sich nach Schweden zurückzuziehen und die gesamte Industrie spekulierte, ob sie von ihrer Drohung Ich werde heimgehen wirklich Gebrauch machen würde. Gleichzeitig befand sich der Star auf dem Gipfel seiner Popularität. Garbo wurde 1932 auf Platz fünf der 10 kassenträchtigsten Kinostars der USA gewählt und weltweit spielten ihre Filme noch ein Mehrfaches der US-Ergebnisse ein. Insoweit ließ das Studio nichts unversucht, seinen prestigeträchtigen Star weiter unter Vertrag zu halten. Schließlich einigte man sich darauf, Garbo das Recht einer eigenen Produktionsfirma, Canyon Productions einzuräumen und ihr pro Film eine Mindestgage von 250.000 US-Dollar sowie Mitspracherecht an allen wesentlichen Dingen wie Regisseur, Co-Stars und Skript einzuräumen. Für jeden Tag, den die jeweilige Produktion über der vertraglich festgelegten Drehzeit lag, stand Garbo eine Entschädigung von 10.000 US-Dollar zu. Nach gut zwölf Monaten, die der Star in Schweden verbrachte, begannen die Planungen für ihr Come Back. Die Wahl des Skripts war schwierig. So wurden Projekte über die Hetäre Thaïs diskutiert, ein romantisches Melodrama vor Schweizer Kulisse (The Sun of Sankt Moritz) und eine Verfilmung des Lebens der Jungfrau von Orleans. Unter Einfluss ihrer Mentorin Salka Viertel einigten sich alle Parteien schließlich auf das Leben der Königin Christine von Schweden.
Nachdem zunächst Ernst Lubitsch, der bereits einige historische Streifen in Deutschland und Amerika gedreht hatte, als Regisseur im Gespräch war, wurde am Ende Rouben Mamoulian verpflichtet. Sich des unorthodoxen Lebenswandels der Herrscherin von Schweden bewusst, die Beziehungen mit dem eigenen Geschlecht nicht völlig abgeneigt war, lag ein Problem des Drehbuchs darin, bestimmte Aspekte im Charakter der Königin abzubilden, ohne vulgär oder taktlos zu werden. Irving Thalberg war von der sensiblen Behandlung eines vergleichbaren Themas in dem deutschen Film Mädchen in Uniform angetan, so dass er eine entsprechend subtile Darstellung weiblicher Zuneigung in der prestigeträchtigen Produktion, die immerhin Garbos Comeback nach über anderthalb Jahren Leinwandabstinenz darstellte, zustimmte.
Königin Christine küsst zu Beginn des Films ihre Kammerzofe direkt auf den Mund, mit der sie in mehr oder weniger intimen Beziehungen zu stehen scheint. Die gesamte Darstellung ist frei, aber zurückhaltend und sensibel. Später wird ihr wenig überzeugend ein Geliebter in Form des spanischen Botschafters angedichtet, mit dem sie eine unglückliche Beziehung hat. Nach dessen Tod ist die Königin innerlich erschüttert und dankt ab. Das hatte mit den tatsächlichen Ereignissen wenig zu tun, aber den Anspruch erhob der Film zu keinem Zeitpunkt. 
Den Botschafter spielte John Gilbert, nachdem die Garbo den ursprünglich für den Part vorgesehenen Laurence Olivier abgelehnt hatte. Zwei Szenen aus dem Film sind sehr bekannt geworden: zunächst die Szene, in der sich Garbo wie zum Takt eines Metronoms langsam durch einen Raum bewegt und alle Gegenstände zärtlich berührt, die sie an die vergangene Nacht mit dem Geliebten erinnern. Berühmt ist jedoch vor allem die Schlusseinstellung des Films, in der nur das vollkommen ruhige und leere Gesicht der Schauspielerin die Leinwand einnimmt.

## Kinoauswertung
Die Produktionskosten betrugen 1.144.000 US-Dollar, womit der Film zu einer Prestigeproduktion gezählt werden kann. Menschen im Hotel kostete im Vergleich 700.000 US-Dollar. 
Königin Christine erwies sich trotz der Publicityschlacht von MGM und der Rückkehr von Greta Garbo auf die Leinwand in den USA als unpopulär. Die Einnahmen lagen bei lediglich 767.000 US-Dollar, was deutlich unter den bisherigen Ergebnissen der Schauspielerin lag. Im Ausland jedoch schaffte der Film mit 1.843.000 US-Dollar ein ungleich positiveres Ergebnis. Ein Gesamteinspielergebnis von 2.610.000 US-Dollar ergab am Ende einen Profit von 632.000 US-Dollar. Königin Christine war damit eine der erfolgreichsten Produktionen der Schauspielerin. Angesichts der Weltwirtschaftskrise, die 1933 ihren Höhepunkt erreichte, trug der Film entscheidend dazu bei, dass MGM auch in diesem Jahr einen Profit aufwies. Gleichzeitig verstärkte sich der Trend, dass die Filme von Greta Garbo in zunehmendem Maße von den Auslandseinnahmen abhängig wurden.

## Kritik
Die zeitgenössischen Kritiken waren wohlwollend mit ausdrücklichen Lob für die Hauptdarstellerin.
In New York Times schrieb Mordaunt Hall am 27. Dezember 1933:

„Das aktuelle Angebot, bekannt als „Königin Christine“, ist ein intelligenter Mix aus Geschichte und Fiktion, in dem der nordische Star, so schön wie immer, eine Darstellung liefert, die nichts als den allerhöchsten Respekt verdient. Sie erscheint jeder Zoll als Königin. Als Königin Christine ist sie kraftvoll, während sie die private Person Christine charmant darstellt.“

Im Abstand der Jahrzehnte befindet das Lexikon des internationalen Films:

„Die nicht immer an historischen Fakten festgemachte Geschichte der Königin Christine von Schweden. Sentimental und voller Pathos, dank Greta Garbos Darstellungskunst jedoch immer noch fesselnd.“

## Synchronisation
Es existieren zwei deutsche Synchronfassungen. Die erste entstand bei der MGM Synchronabteilung in Berlin. Helmut Brandis und Helena von Fortenbach schrieben das Dialogbuch, Richard Scheinpflug führte Regie. Die zweite entstand im MGM Synchronisations-Atelier, ebenfalls in Berlin.
| Rolle                       | Darsteller             | Synchronsprecher (1934) | Synchronsprecher (1951) |
| --------------------------- | ---------------------- | ----------------------- | ----------------------- |
| Königin Christine           | Greta Garbo            | Sonik Rainer            | Ingeborg Grunewald      |
| Don Antonio de la Prada     | John Gilbert           | Siegfried Schürenberg   | Ernst Wilhelm Borchert  |
| Magnus Gabriel De la Gardie | Ian Keith              | ?                       | Wolfgang Lukschy        |
| Axel Oxenstierna            | Lewis Stone            | ?                       | Walther Suessenguth     |
| Ebba Sparre                 | Elizabeth Young        | ?                       | Margot Leonard          |
| Aage                        | C. Aubrey Smith        | ?                       | Herbert Weißbach        |
| Karl X. Gustav              | Reginald Owen          | ?                       | Eduard Wandrey          |
| Botschafter Chunut          | Georges Renavent       | ?                       | Alfred Balthoff         |
| Erzbischof                  | David Torrence         | ?                       | Erich Dunskus           |
| General                     | Gustav von Seyffertitz | ?                       | Albert Bessler          |